# Sven Aremar
Sven Aremar, född 9 november 1912 i Halmstad, död 10 mars 2004, var en svensk lokalhistoriker.
Sven Aremar började arbeta vid 14 års ålder hos Halmstad-Nässjö Järnvägar, från 1932 som stationskarl. Han studerade - bland annat på Hermods - på sin fritid. Han och var aktiv idrottsman och verkade i Simklubben Laxen och i Halmstads BK. Mellan 1965 och 1977 var han fritidschef i Halmstads kommun. 
Han ägnade sig som pensionär åt lokalhistoria och skrev fyra böcker om Halmstads historia samt ett antal artiklar, bland annat i Gamla Halmstads årsbok.